# 周起元
周起元（1571年5月20日—1626年），字仲昇，號綿貞，福建漳州府海澄縣後井村（今屬廈門市海滄區）人。明朝政治人物，東林七君子之一，遭閹黨錦衣衛許顯純拷打致死。

## 生平
生於隆慶五年（1571年）。萬曆二十八年（1600年）福建鄉試第一，翌年成進士，授江西浮梁（今景德鎮市）知縣，任內鋤強扶弱，為官賢仁廉威。時值豪強陰謀吞書院，起元執法，堅決抵制，終於保住書院。後來調知南昌，亦以潔己愛民著稱，任內發現有他地盗賊匿藏境內，必定搜捕盡捉，使得境內廓清。萬曆四十年（1612年）受命湖广道御史，奉勅巡漕，振滯疏壅，便利公私。萬曆四十五年（1617年）五月出任廣西左參議，任內柳慶大饑，盜賊蠭起，當時廣西官員們都不敢任事，只有周起元毅然預支次年兵餉，分官買米，以「兵民遞運法」賑濟饑民，然後再剿除劇盜，號稱「全活數萬命，保乂十餘城」。
天啓元年（1621年）二月升四川按察司副使、备兵川西。不久，清兵攻破遼陽，四月改任通州兵备河南布政使司右参政，任內嚴厲整顿軍中紀律，慎重哨防，使得客兵過境皆望而不敢滋事生非。
天启二年（1622年）召入为太仆寺少卿。兵科給事中朱童蒙詆毀道學為偽學，又上疏弹劾朱童蒙，朱童蒙被貶出京，外遷蘇州。翌年，任右僉都御史，巡撫應天蘇松十府，是時大水氾濫，起元上疏請浚江河，但朝廷不許。时吴中税监李實素貪橫，起元上《去蠹七事疏》，弹劾李实并裁減他濫徵的稅收，有人提醒他：“不虑祸不测耶？”他说：“祸福之来，天也；君子不计，所计者是非耳！”。終於得罪群璫和背後的魏忠賢。
朱童蒙後依附閹黨，魏忠賢遂矯旨將起元削职为民，當時“吴人老少皆随送，涕哭声塞市”。天啟六年（1626年）二月，诬陷周起元为巡抚时贪污十余万兩銀，下令缉捕。錦衣衛都指挥佥事許顯純奉命拷打，同年九月，因肌肉糜烂致死。崇禎元年（1628年），周起元沉冤得雪，被追贈為兵部右侍郎。安宗時，追諡忠惠。

## 家族
曾祖周必祥，祖周一陽 學正，父周學射，母洪氏，重慶下。弟起隆、起潛。